# Joyce Travelbee
Joyce Travelbee (1926-1973) var en amerikansk sygeplejerske, som i 1960'erne beskæftigede sig med de mellemmenneskelige aspekter i sygeplejen. Hun havde sit udgangspunkt i den psykiatriske sygepleje.
Travelbees teori tager udgangspunkt i et opgør med det positivistiske menneskesyn. Hun mente at patienterne i høj grad var blevet til objekter for plejen og derfor ikke blev set som mennesker.
Hendes hovedinspirationskilder var den danske eksistentialist Søren Kierkegaard og den østrigske psykiater Viktor Frankl.

## Menneskesyn
Travelbees teori bygger på et eksistentialistisk menneskesyn. Det vil sige at mennesket hele tiden stilles overfor valg og konflikter, og er ansvarlige overfor de valg vi træffer i livet. Alle mennesker er i hendes øjne rationelle, men kan i særlige situationer handle irrationelt, og vi har alle muligheden for at ændre og udvikle os.

Vi skal forholde os til alle mennesker som unikke individer, fordi alle mennesker er enestående og uerstattelige, og forskellige fra alle som har levet og som vil komme til at leve. 

Den syge skal først og fremmest ses som et menneske, som kommer til os for at få hjælp, fordi de oplever et problem eller en krise, og det vi skal mest af alt se på den syges individuelle oplevelse af sin sygdom.
Travelbee bruger ikke ordet ”patient” i sin bog, fordi hun ikke mener at der findes patienter, men kun
”individuelle mennesker med behov for pleje, tjenesteydelser og hjælp fra andre mennesker, som antages at kunne give den nødvendige hjælp”.

## Grundlæggende begreber

### Lidelse
Oplevelsen af smerte, lidelse og tab er almenmenneskelig og en naturlig del af den menneskelige tilværelse og eksistens, men oplevelsen af lidelse er stadig højst personlig.
Travelbee definerer lidelse som:
”En erfaring der varierer i intensitet, varighed og dybde… en følelse af ubehag, der spænder fra let, forbigående mentalt, fysisk eller åndeligt ubehag til ekstreme smerter og til ekstrem forpinthed…”
Oplevelsen af lidelse og tab vil ofte udvikle sig fuldstændig uafhængig af den medicinske tilstand. Således kan man opleve syge, der føler stor lidelse til trods for at den medicinske diagnose ikke er specielt alvorlig.
Tab og lidelse er nært forbundet med det at holde af eller bekymre sig om. Man kan sige at jo mere man holder af noget, jo større lidelse vil det påføre én, hvis man mister det eller man oplever en trussel om at miste det.

### Mening
Mennesket har en tilbøjelighed og evne til at søge efter mening i de ting, der sker for dem. Tab og lidelse giver dem er særlig anledning til personlig vækst og udvikling.
Meningen er den årsag, der tilskrives specifikke livserfaringer af det individ som gennemgår erfaringen. Det understreges at meningen er den årsag som individet selv tilskriver, derfor kan vi ikke give den syge mening, den kan de kun finde inde i sig selv. Det vi kan, og skal, hjælpe med, er at give den syge de redskaber, han skal bruge for selv at kunne finde meningen.
Mening er ifølge Travelbee nært knyttet til personens oplevelse af at bekymre sig noget eller nogen uden for sig selv, men kan også opleves når personen føler at han fortsat har værdi og er betydningsfuld for andre.

Mening kan ikke gives fra en person til en anden, men for at udvikle og opretholde en oplevelse af mening har mennesket brug for kontinuerlig støtte og hjælp fra sine nærmeste og fra professionelle hjælpere.
Dette har denne betydning for sygeplejen:
- Mennesket skal hjælpes til at finde mening i erfaringen af sygdom og lidelse.
- Sygeplejerskens åndelige og etiske valg, samt opfattelse af sygdom og lidelse, er afgørende for at kunne hjælpe til at finde mening.
- Sygeplejersken har ansvar for at hjælpe det enkelte menneske og dets familie med at finde mening.

### Håbet
Det er sygeplejerskens opgave at hjælpe den syge med at bevare håbet og undgå håbløshed. Samtidig er det også hendes opgave at hjælpe den håbløse til at genfinde håbet. Vi kan ikke give håb, men vi kan give den syge de redskaber, der skal til, for at finde håbet.
Håbet er i Travelbees forståelse en tro på, at der kan og vil ske forandringer, som vil føre noget bedre med sig. Håbets kerne ligger i en grundlæggende tillid til omverdenen, og en tro på at andre vil hjælpe én når man har brug for det.
Der er seks ting som kendetegner håbet:
- Det er stærkt knyttet til afhængighed af andre mennesker. Vi er alle afhængige af hinanden i en eller anden udstrækning, og i særdeleshed når vi er syge eller i krise, men for mange mennesker er det svært at skulle gøre sig afhængig af andre fordi man mister kontrollen over sit eget liv.
- Det er fremtidsorienteret. Håbet indeholder en følelse af, at den nuværende situation ikke er tilfredsstillende og en tro på at fremtiden vil blive bedre end nuet. Denne tro vil gøre nuet nemmere at holde ud.
- Det er knyttet til valg. Den håbende person ser, at han har flere alternativer eller flugtveje ud af sin situation.
- Ønsket om at besidde en genstand eller tilstand, til at fuldføre en opgave eller have en oplevelse. Ønskerne udspringer af en længsel inde i personen efter noget usandsynligt eller umuligt, medens håbet giver en følelse af at det også er muligt.
- Tilliden til, at andre vil være der for én når man har brug for dem, og udholdenhed til at blive ved med at arbejde på at nå sit mål.
- Mod. Den håbende person er i besiddelse af modet til at kunne vedkende sig sine mangler og frygt og alligevel fortsætte mod sit mål, selvom der måske kun er en lille eller slet ingen sikkerhed for at, personen er i stand til at nå målet.

Det vigtigste for at vi kan hjælpe den syge til at bevare håbet er, at vi til stadighed er tilgængelige, imødekommende og villige til at tale med den syge om hans bekymringer og vanskeligheder som han selv ser dem.
Dertil skal der være opmærksomhed om den fysiske omsorg og pleje, fordi en negligering af disse behov i sig selv kan fremkalde håbløshed.
Al pleje skal udføres uden at vi bliver bedt om det. Er vi i tvivl om den syges behov, skal vi spørge til hvad han har brug for.
Håbløshed opstår når den syge mister troen på, at der kan ske nogle positive ændringer, og han holder derfor op med at forsøge at løse sine problemer eller håndtere livets vanskeligheder.

### Kommunikation
Kommunikation er ifølge Travelbee en streng nødvendighed for god sygepleje. Uden at kommunikere med den syge har vi ingen mulighed for at blive bekendt med den syges behov og vi risikerer derved at forveksle vores egne behov med den syges.

### At bruge sig selv terapeutisk
En anden forudsætning for god sygepleje er ifølge Travelbee at man er i stand til at bruge sig selv terapeutisk. Det indebærer at man bruger sin egen personlighed på en bevidst og hensigtsmæssig måde i samarbejdet med den syge.
For at kunne dette, er det nødvendigt at man er opmærksom på hvordan éns egen adfærd påvirker andre mennesker. Vigtige nøgleord er her selvindsigt og selvforståelse, forståelse for menneskers adfærd, evnen til at kunne forudse ens egen og andres adfærd. Sygeplejersken skal have et kendskab til menneskers vilkår og have gennemtænkt egne værdier og holdninger til sygdom, lidelse og død.

### Målrettet intellektuel tilgang
I plejen af den syge skal sygeplejersken have en systematisk intellektuel tilgang til patients situation, hvorved hun bruger sin faglige viden og indsigt til at finde frem til den syges behov og hvordan disse behov bedst mødes.
For at afklare den syges behov, må hun først observere, og dernæst, i samarbejde med den syge, af- eller bekræfte sine antagelser. Ud fra denne nye indsigt må hun vurdere sin egen mulighed for at imødekomme den syges behov, eller vurdere om nogle af dem bedre bliver imødekommet at andre personalegrupper. Vurderingen kan bruges til at lave en plan for hvordan og hvornår behovene bedst imødekommes og eventuelt alternative måder at møde behovene på, hvorefter planen sættes i værk. Efter at sygeplejehandlingerne er foretaget skal der evalueres på handlingerne for at vurdere om behovene er blevet mødt, hvorefter processen kan gentages.

## Etablering af menneske-til-menneske forholdet
For at sygeplejersken kan nå sine mål i forhold til plejen, er det en forudsætning at der opnås et reelt menneske-til-menneske forhold, hvor sygeplejersken og den syge kommet ud over deres roller, og begynder at se hinanden og forholder sig til hinanden som unikke individer. Dette forhold kan kun etableres ved en interaktionsproces, der har flere faser.
- Det indledende møde. Denne fase kendetegnes ved at sygeplejersken og den syge ikke kender hinanden, og der tages udgangspunkt i generaliseringer og stereotype opfattelser i deres forhold til hinanden. Udfordringen er nu at sygeplejersken skal kunne bryde ud af sin forudindtagede opfattelse og se mennesket i den syge.
- Synliggørelse af personlige identiteter. Efterhånden som interaktionen udvikler sig, vil deres identiteter træde mere og mere frem og vil blive opfattet af den anden, hvorved der opstår et kontaktforhold.
- Empati, der ifølge Travelbee er evnen til at trænge ind i eller tage del i og forstå den psykiske tilstand som en anden person er i på dette tidspunkt. Empatisk forståelse er en bevidst intellektuel proces, der ikke er afhængig af om man synes om den anden eller ej. Empatien er ikke konstant, men kommer i glimt og øjeblikke. Her vil man opleve en særlig nærhed og kontakt. Denne følelse af nærhed vil få den syge til at føle sig mere sårbar og udsat, og denne ændring i deres forhold forpligter sygeplejersken på en særlig måde.

Den empatiske forståelse af det andet menneske opstår ikke tilfældigt, men derimod ud fra visse ligheder i parternes erfaringsgrundlag. Man kan altså ikke forstå noget som man ikke på en eller anden måde kan forbinde til egne erfaringer. Det er derfor urealistisk at forvente at sygeplejersken kan have empati for alle slags mennesker.
Udover et fælles erfaringsgrundlag, kræver empati også et ønske om at forstå den anden og et ønske om at ville hjælpe den anden.
- Sympati, der er et skridt ud over empatien, som udspringer af et ønske eller en trang til at lindre den syges lidelse ("distress"). Dette ønske, om at lindre lidelsen, er noget specielt ved sympatien og findes ikke i empatien. Når man udtrykker sympati for det andet menneske går man ind og deler den syges distress, og derved befrier ham fra byrden af at skulle bære det alene, det vil sige at den syges distress kommer sygeplejersken ved og hun sætter en handling i gang for at lindre den.

Sympatien må ikke forveksles med medlidenhed. I Travelbees forståelse er medlidenhed en følelse af, at det er synd for den lidende, men uden trangen til at hjælpe og uden at forholde sig til den lidende som et selvstændigt individ. Den syge vil derved blive et objekt for sygeplejerskens medlidenhed og vil gøre, at hun flytter sig mere fra den syge. Endvidere kan det resultere i, at den syge hele tiden bliver bekræftet i, at det er uretfærdigt og synd for ham, så hans styrke vendes til selvmedlidenhed.
- Etablering af gensidig forståelse og kontakt, der er den sidste del af etableringen af et menneske-til-menneske forhold. På dette niveau har sygeplejersken igennem sine handlinger vist både forståelse for den anden og et ønske og en vilje til at hjælpe den anden til at få det bedre. Dette forudsætter at sygeplejersken har både har ønsket om at hjælpe, men også kundskaber og færdigheder til at iværksætte sygeplejehandlinger i overensstemmelse med den syges behov. En patient får stor tillid til den sygeplejerske, som igennem handling viser, at hun er til at stole på.

## Eksterne Henvisninger
Kilde: Travelbee, Joyce, ”Mellemmenneskelige aspekter i sygepleje” Munksgaard Danmark, København 2002